# كيه دي لانغ
كي. لانغ (بالإنجليزية: K.d. lang)‏ (و. 1961 – م) هي مغنية مؤلفة، ومغنية، وممثلة، وموسيقية، وعازفة قيثارة، ومؤلفة موسيقى تصويرية، من كندا، ولدت في إدمونتون.

## التعليم
تعلمت في Red Deer Polytechnic ‏.

## جوائز وترشيحات
حصلت على جوائز منها:
- عضوية قاعة مشاهير الموسيقى الكندية [الإنجليزية]‏ (2013)
- جائزة غرامي لأفضل ألبوم بوب صوتي تقليدي، عن عمل: عالمٌ جميل [الإنجليزية]‏ (2003)
- GLAAD Vito Russo Award [الإنجليزية]‏ (1998)
- Brit Award for International Female Solo Artist [الإنجليزية]‏ (1995)
- جائزة جونو لألبوم السنة [الإنجليزية]‏، عن عمل: Ingénue (album) [الإنجليزية]‏ (1993)
- جائزة جونو لأفضل كاتب موسيقي في السنة [الإنجليزية]‏ (1993)
- جائزة أم تي في للفيديوهات الموسيقية عن فئة أفضل فيديو لمغنية [الإنجليزية]‏ (1993)
- جائزة جاك ريتشاردسون لمنتج السنة [الإنجليزية]‏ (1993)
- جائزة غرامي لأفضل أداء بوب صوتي أنثوي [الإنجليزية]‏ (1992)
- Grammy Award for Best Female Country Vocal Performance [الإنجليزية]‏، عن عمل: Absolute Torch and Twang [الإنجليزية]‏ (1989)
- جائزة غرامي لأفضل تعاون صوتي في موسيقى الكانتري [الإنجليزية]‏ (1988)
- Juno Award for Breakthrough Artist of the Year [الإنجليزية]‏
- GLAAD Media Award [الإنجليزية]‏
- ضابط وسام كندا
- شارع المشاهير الكندي [الإنجليزية]‏.

ترشحت لـ:
- جائزة جاك ريتشاردسون لمنتج السنة [الإنجليزية]‏ (2012)
- جائزة جونو لأفضل أغنية منفردة في السنة [الإنجليزية]‏ (2011)
- Juno Award for Artist of the Year [الإنجليزية]‏ (2009)
- جائزة جاك ريتشاردسون لمنتج السنة [الإنجليزية]‏ (2009)
- Juno Award for Artist of the Year [الإنجليزية]‏ (2005)
- جائزة غرامي لأفضل ألبوم بوب صوتي تقليدي، عن عمل: عالمٌ جميل [الإنجليزية]‏ (2003)
- جائزة غرامي لأفضل تعاون صوتي في مجال موسيقى البوب [الإنجليزية]‏ (2003)
- جائزة غرامي لأفضل تعاون صوتي في مجال موسيقى البوب [الإنجليزية]‏ (2002)
- Brit Award for International Female Solo Artist [الإنجليزية]‏ (1996)
- Brit Award for International Female Solo Artist [الإنجليزية]‏ (1995)
- جائزة غرامي لأفضل تعاون صوتي في مجال موسيقى البوب [الإنجليزية]‏ (1994)
- جائزة جاك ريتشاردسون لمنتج السنة [الإنجليزية]‏ (1994)
- MTV Video Music Award for Best Art Direction [الإنجليزية]‏ (1993)
- جائزة جونو لأفضل كاتب موسيقي في السنة [الإنجليزية]‏ (1993)
- جائزة غرامي لأفضل أداء بوب صوتي أنثوي [الإنجليزية]‏ (1993)
- MTV Video Music Award for Best Cinematography [الإنجليزية]‏ (1993)
- جائزة جونو لألبوم السنة [الإنجليزية]‏، عن عمل: Ingénue (album) [الإنجليزية]‏ (1993)
- جائزة جاك ريتشاردسون لمنتج السنة [الإنجليزية]‏ (1993)
- جائزة أم تي في للفيديوهات الموسيقية عن فئة أفضل فيديو لمغنية [الإنجليزية]‏ (1993)
- جائزة غرامي لأغنية العام، عن عمل: Constant Craving [الإنجليزية]‏ (1992)
- جائزة غرامي لألبوم السنة، عن عمل: Ingénue (album) [الإنجليزية]‏ (1992)
- جائزة غرامي لتسجيل العام (1992)
- جائزة غرامي لأفضل أداء بوب صوتي أنثوي [الإنجليزية]‏ (1992)
- جائزة جونو لأفضل ترفيهي في السنة [الإنجليزية]‏ (1990)
- Grammy Award for Best Female Country Vocal Performance [الإنجليزية]‏، عن عمل: Absolute Torch and Twang [الإنجليزية]‏ (1989)
- جائزة غرامي لأفضل أغنية كانتري، عن عمل: Luck in My Eyes [الإنجليزية]‏ (1989)
- جائزة جونو لأفضل ترفيهي في السنة [الإنجليزية]‏ (1989)
- جائزة غرامي لأفضل تعاون صوتي في موسيقى الكانتري [الإنجليزية]‏ (1989)
- Grammy Award for Best Female Country Vocal Performance [الإنجليزية]‏ (1988)
- جائزة غرامي لأفضل تعاون صوتي في موسيقى الكانتري [الإنجليزية]‏ (1988)
- جائزة جونو لأفضل ترفيهي في السنة [الإنجليزية]‏ (1987).

## وصلات خارجية
- كيه دي لانغ على موقع IMDb (الإنجليزية)
- كيه دي لانغ على موقع روتن توميتوز (الإنجليزية)
- كيه دي لانغ على موقع ألو سيني (الفرنسية)
- كيه دي لانغ على موقع ميوزك برينز (الإنجليزية)
- كيه دي لانغ على موقع ميوزك برينز (الإنجليزية)
- كيه دي لانغ على موقع رولينغ ستون (الإنجليزية)
- كيه دي لانغ على موقع أول موفي (الإنجليزية)
- كيه دي لانغ على موقع قاعدة بيانات برودواي على الإنترنت (الإنجليزية)
- كيه دي لانغ على موقع قاعدة بيانات الأفلام السويدية (السويدية)
- كيه دي لانغ على موقع إن إن دي بي (الإنجليزية)